# Rada (Cantabria)
Rada es una localidad del municipio de Voto (Cantabria, España). En el año 2019 contaba con una población de 295 habitantes (INE). La localidad se encuentra integrada en la Reserva Natural de las Marismas de Santoña, Victoria y Joyel.
En 1835 se separa de Voto formando su propio ayuntamiento, pero vuelve a quedar integrada en Voto en 1840.
De esta población fue originario Juan Ribero de Rada, famoso arquitecto español del siglo XVI.
FIESTAS
El 25 de agosto se celebra la festividad de San Ginés famosa por la realización de tortillas por parte de los vecin@s para la degustación de todos los visitantes.
El 24 de septiembre se celebra Nuestra Señora de La Merced patrona del municipio de Voto, una tradicional fiesta con muchos devotos en la zona de trasmiera y alrededores, es destacable por su espectacularidad y emoción el descenso de la Virgen y posterior procesión. 